# 김원복 (음악가)
김원복(金元福, 1908년 7월 25일 ~ 2002년 3월 29일)은 대한민국 최초의 여성 피아노 연주자이다.

## 생애
황해도 신천에서 출생하여 지난날 한때 황해도 해주에서 잠시 유아기를 보낸 적이 있는 그녀는 네 살 때 경성부로 이주하여 자랐다. 교사였던 아버지 김형준이 개화한 개신교 신자였기에 교회를 통해 어릴 때부터 서양음악을 접할 수 있었다. 김형준은 가곡 〈봉선화〉의 작사가이며 성악가이기도 했다.
9세에 아버지로부터 피아노를 처음 배웠고, 이화학당에서 선교사로부터 계속 훈련을 받았다. 1926년에 이화고등여학교를 졸업하고 일본으로 유학했다. 1930년에는 도쿄 고등음악학원 피아노과에서 전문학사 학위를 취득하였는데, 함께 졸업한 동창생 중에 첼로의 안익태와 바이올린의 홍성유가 있었다.
김원복은 학교 졸업 후 홍난파의 조카이기도 한 홍성유와 결혼하였다. 그러나 홍성유가 결혼 6년 만에 20대 후반의 나이로 요절하여 이후 두 아들을 홀로 키우며 생활했다. 1935년에 중앙보육학교 교수로, 1938년에는 이화여자전문학교 교수로 부임했다.
홍난파, 이인선, 윤심덕, 계정식 등과 함께 연주하는 등 1930년대 중반부터 피아니스트로 활발한 활동을 펼쳤다. 일제강점기 말기에는 친일성이 강한 조선음악협회의 이사를 지냈으며, 경성후생실내악단 단원이 되어 전쟁 지원을 위한 지방 순회 공연에 참가하기도 했다. 이로 인해 2008년 발표된 민족문제연구소의 친일인명사전 수록예정자 명단 음악 부문에 포함되어 있다.
태평양 전쟁 종전 후 결성된 고려교향악단의 피아노 주임을 맡았고, 1946년 12월에는 로베르트 슈만의 피아노협주곡을 임원식 지휘의 고려교향악단과 한국에서 초연했다. 1946년에는 서울대학교 음악대학의 전신인 경성음악학교 교수로 임용되었다.
서울대학교에서 재직하면서 1973년 정년 퇴직 때까지 많은 제자들을 길러내며 대한민국 피아노계에서 큰 영향력을 행사했다. 대한민국예술원 회원이었고, 정년 퇴임 후에도 연주 활동을 계속하여 80대의 나이에도 무대에 서는 열정을 보여 주었다.

## 약력
- 1926년: 이화고등여학교 졸업
- 1930년: 도쿄음악학원 졸업
- 1938년: 이화여자전문대학 교수
- 1945년: 고려교향악단 피아노 주임
- 1946년: 서울대학교 음악대학 교수
- 1957년: 대한민국예술원 회원
- 1963년: 서울대학교 대학원 기악과 주임
- 1974년: 서울대학교 명예교수

## 상훈
- 1962년: 대한민국 문화포상
- 1965년: 대한민국예술원상
- 1973년: 국민훈장 동백장
- 1975년: 대한민국 문화예술상
- 1984년: 채동선음악상
- 1990년: 5·16민족상

## 같이 보기
- 김형준